# Honkbal op de Olympische Zomerspelen 1964
Honkbal stond voor de vijfde maal op het programma tijdens de Olympische Zomerspelen 1964 in Tokio. Op 11 oktober werd er een demonstratiewedstrijd gehouden tussen Japan en de Verenigde Staten.

## Uitslag
| datum      | land             |   |   |   | land  |
| ---------- | ---------------- | - | - | - | ----- |
| 11 oktober | Verenigde Staten | 6 | - | 2 | Japan |

Stockholm 1912* · 
Berlijn 1936* · 
Helsinki 1952* · 
Melbourne 1956* · 
Tokio 1964* · 
Los Angeles 1984* · 
Seoel 1988* · 
Barcelona 1992 · 
Atlanta 1996 · 
Sydney 2000 · 
Athene 2004 · 
Peking 2008 · 
Tokio 2020 · 
Los Angeles 2028 
Medaillewinnaars
* Demonstratiesport
Atletiek · Basketbal · Boksen · Gewichtheffen · Hockey · Honkbal (demonstratie) · Judo · Kanovaren · Moderne vijfkamp · Paardensport · Roeien · Schermen · Schietsport · Schoonspringen · Turnen · Voetbal · Volleybal · Waterpolo · Wielersport · Worstelen · Zeilen · Zwemmen